# Sally Glacier
Sally Glacier är en glaciär i Antarktis. Den ligger i Sydshetlandsöarna. Argentina, Chile och Storbritannien gör anspråk på området. Sally Glacier ligger 86 meter över havet.
Terrängen runt Sally Glacier är huvudsakligen kuperad, men österut är den bergig. Havet är nära Sally Glacier åt sydväst. Trakten är glest befolkad. Närmaste befolkade plats är St. Kliment Ohridski Base, 7,9 kilometer norr om Sally Glacier. 